# آلفرد ژاری
آلفرد ژاری (به فرانسوی: Alfred Jarry) (زادهٔ ۸ سپتامبر ۱۸۷۳-درگذشتهٔ ۱ نوامبر ۱۹۰۷) شاعر، نویسنده و نمایشنامه‌نویس سمبولیست فرانسوی بود.
بیشترین شهرت وی حاصل نگارش نمایشنامهٔ شاه اوبو (Ubu Roi) می‌باشد که اغلب به عنوان اولین اثر در تئاتر ابزورد شناخته می‌شود. بعدها ساموئل بکت و اوژن یونسکو تأثیراتی از او دریافت کرده‌اند. از او حتی به عنوان یکی از اسلاف سوررئالیسم نام برده می‌شود. همچنین آثار او گاهی اولین کارها را در زمینهٔ ادبیات پوچ گرا ارائه می‌نمایند.
آلفرد ژاری بنیان‌گذار دانشی به نام پاتافیزیک است. پاتافیزیک با قوانینی سروکار دارد که در آنها استثناءها حکمرانی می‌کنند و می‌خواهد شرحی باشد بر جهان تکمیلی. در پاتافیزیک هر رویدادی در جهان به عنوان اتفاقی فوق‌العاده شناخته می‌شود.

## قسمتهایی از زندگی
او در سن ۱۵ سالگی همراه با یکی از دوستانش نمایشنامه‌ای به نام «لهستانی‌ها» نوشتند و آن را با عروسک خیمه شب بازی اجرا کردند. این نمایشنامه که برای مسخره کردن معلم فیزیک‌شان نوشته شده بود بعدها مبنای نمایشنامهٔ شاه اوبو شد. شخصیت اصلی آن پدر هِب که یک کودن شکم گنده با سه دندان که یکی از سنگ، یکی از آهن و یکی از چوب است می‌باشد، با تنها یک گوش تاشو و یک بدن کج و ناقص. پدر هب در شاه اوبو تبدیل به اوبو می‌شود که یکی از هیولاوارترین و حیرت‌آورترین شخصیت‌ها در ادبیات فرانسه به‌شمار می‌رود.
ژاری همیشه یک تپانچه پر به همراه داشت. او درجواب یکی از همسایگانش که از تمرین تیراندازی او به علت در خطر بودن جان کودکانش شکایت داشت گفت: «اگر چنین اتفاقی می‌افتاد، ما-دا-م، ما بشخصه خوشحال می‌شدیم که با شما کودکان جدید حاصل نماییم» (اما او در رفتار خود تمایلی به برقراری ارتباط با زنان نداشت).

## مرگ
در اواخر عمر آلفرد ژاری چهره‌ای افسانه‌ای برای نویسندگان و هنرمندان پاریسی بود. گیوم آپولینر، آندره سالمون و ماکس ژاکوب اشتیاق فراوانی نسبت به او داشتند. بعد از مرگ او پابلو پیکاسو مجذوب ژاری شد.
آلفرد ژاری در ۱ نوامبر ۱۹۰۷ بر اثر بیماری سل که مصرف الکل و مواد مخدر آن را تشدید کرده بود در شهر پاریس درگذشت. گفته می‌شود آخرین درخواست او قبل از مرگ یک خلال دندان بوده‌است.